# Cnemidophorus nigricolor
Cnemidophorus nigricolor är en ödleart som beskrevs av  Peters 1873. Cnemidophorus nigricolor ingår i släktet Cnemidophorus och familjen tejuödlor. Inga underarter finns listade i Catalogue of Life.